# Misterium męki Pańskiej w Škofjej Loce
Misterium męki Pańskiej w Škofjej Loce, Przedstawienie pasyjne w Škofjej Loce (słoweń. Škofjeloški pasijon, łac. Processio Locopolitana) – procesja pokutna odbywająca się co najmniej od XVIII wieku w miejscowości Škofja Loka położonej w regionie Górna Kraina (słoweń. Gorenjska), około 20 km na północny zachód od stolicy Słowenii, Lublany.
Tekst misterium, spisany między 1717 a 1727 rokiem przez kapucyna, brata Romualda ze Štandreža koło Goricy (imię chrzcielne Lovrenc Marušič, 1676–1748), jest uznawany za najstarszy zachowany tekst dramatyczny w języku słoweńskim.
W 2016 roku podczas odbywającej się w Addis Abebie 11. sesji Międzyrządowego Komitetu ds. Ochrony Niematerialnego Dziedzictwa Kulturowego tradycja wpisana została na listę reprezentatywną niematerialnego dziedzictwa kulturowego UNESCO.

## Historia

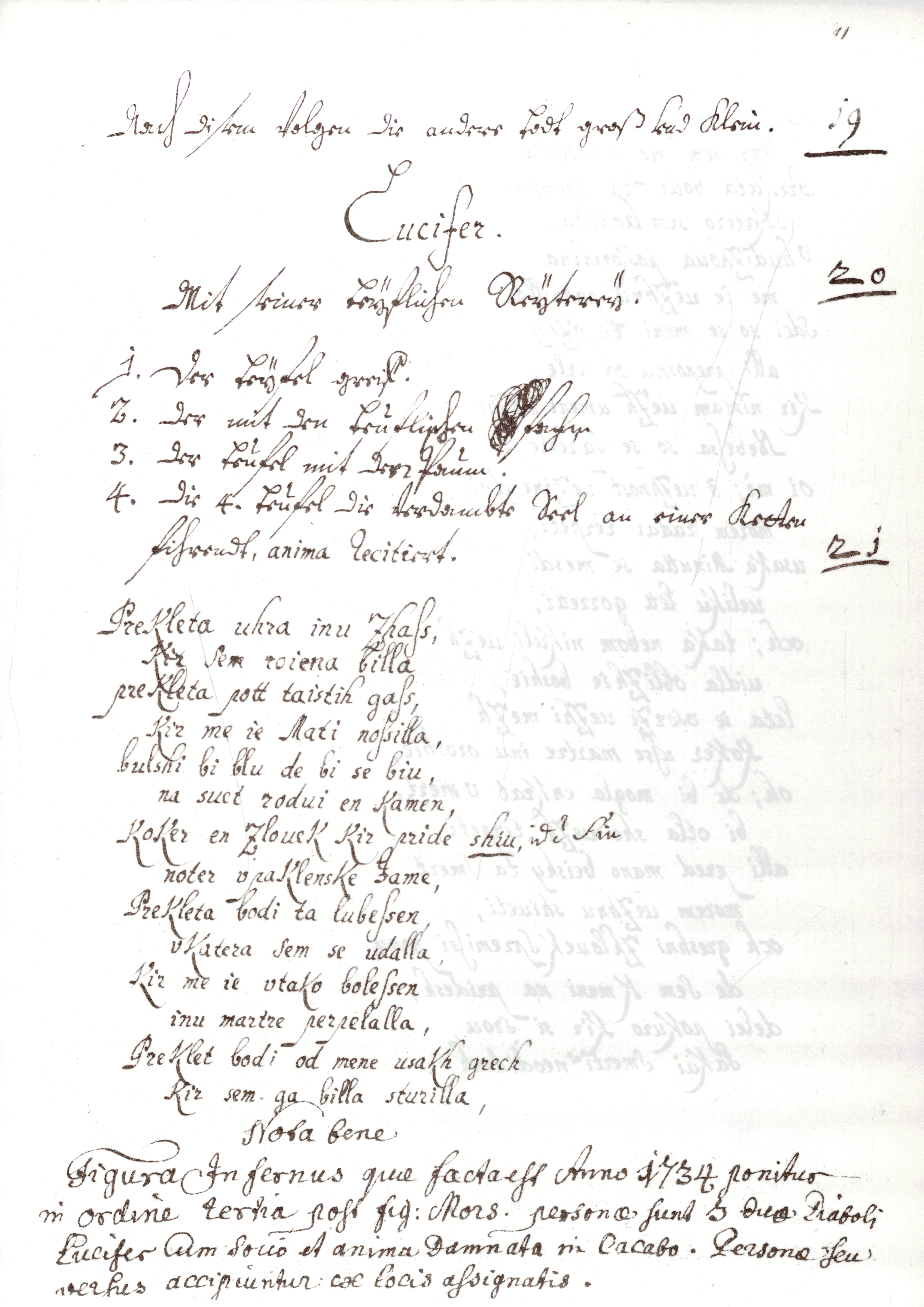
Rękopis misterium męki Pańskiej w Škofjej Loce

Zakon Braci Mniejszych Kapucynów osiedlił się na ziemiach obecnej Słowenii na przełomie XVI i XVII wieku, a w XVIII wieku stanowił najliczniejszą wspólnotę zakonną na tym terenie. Do Škofjej Loki kapucyni przybyli 7 września 1706 roku. W 1709 roku ukończono budowę klasztoru oraz kościoła, który konsekrowano pod wezwaniem św. Anny cztery lata później.
Zakonnicy oprócz posługi kaznodziejskiej i spowiedniczej kształtowali życie duchowe mieszkańców miasta poprzez wspieranie ludowych praktyk religijnych, takich jak procesje pasyjne, które były znane w całej Europie już od czasów późnego średniowiecza. Początki tej tradycji w Škofjej Loce są nieznane. Najstarsze wezwanie na misterium męki Pańskiej rozsyłane do wiernych datowane jest na 1713 rok, choć przedstawienia z pewnością były już organizowane wcześniej i miały charakter stały, o czym świadczą symboliczne i malownicze sceny łączące elementy średniowieczne i barokowe.
Od 1715 roku w Škofjej Loce jako kaznodzieja i przewodniczący procesji kapłan działał brat Romuald, urodzony jako Lovrenc Marušič w 1676 roku w Štandrežu koło Goricy. Słoweński badacz historii literatury, France Koblar, przyjął w 1972 roku, że pierwszy, spisany przez Romualda tekst misterium oraz jego pierwsza inscenizacja miały miejsce w 1721 roku. Najnowsze badania wykazały jednak, że zakonnik spisał tekst główny pasji już ok. 1715 roku, a następnie redagował go i uzupełniał do 1727 roku, tworząc ostatecznie widowisko obejmujące 13 scen, składające się z 863 wersów pisanych wierszem. Tekst jest zapisany w języku słoweńskim z dodatkami po niemiecku i w łacinie. W 1727 roku brat Romuald opuścił Škofją Lokę bądź przekazał przewodnictwo procesji innemu kapłanowi. Rękopis Processio Locopolitana do dziś przechowywany jest w zbiorach klasztoru kapucynów w Škofjej Loce.
W XVIII wieku misteria męki Pańskiej odbywały się corocznie aż do 1767 roku, kiedy to arcybiskup Gorycji, Karl Michael von Attems zakazał organizowania procesji jako „niestosownej i niemal obscenicznej”. Do tradycji powrócono dopiero w 1936 roku z okazji odbywającej się w Škofjej Loce wystawy rzemiosła i przemysłu. Wyreżyserowane przez Tinego Debeljaka widowisko odbyło się jednak nie na ulicach i placach miasta, a na dziedzińcu miejscowej szkoły. Po II wojnie światowej, gdy Słowenia weszła w skład socjalistycznej Jugosławii, procesje w Škofjej Loce ponownie przestały się odbywać. Nadal były jednak organizowane według scenariusza brata Romualda wśród społeczności Słoweńców zamieszkujących rejon Triestu we Włoszech, Słoweńców karynckich w Austrii oraz słoweńskich emigrantów w Buenos Aires w Argentynie. W latach 70. i 80. XX wieku tradycja zaczęła odżywać w Škofjej Loce, choć inscenizacje odbywały się wyłącznie w kościele św. Anny.
Po uzyskaniu w 1992 roku przez kraj niepodległości rozpoczęła się dyskusja nad powrotem do tradycyjnej procesji pasyjnej. Misterium męki Pańskiej w swojej pierwotnej formie (na ulicach miasta) odbyło się w 1999 roku. Szeroko zakrojone przygotowania do wydarzenia trwały dwa lata, a widowisko wyreżyserował Marjan Kokalj. Kolejna inscenizacja, również w reżyserii Kokalja, miała miejsce w 2000 roku. Ze względu na złożoność przedsięwzięcia wkrótce zadecydowano, że misteria organizowane będą co sześć lat. W 2009 roku widowisko wyreżyserował Borut Gartner, a w 2015 roku – Milan Golob. W 2021 roku, w umowną 300. rocznicę spisania tekstu misterium, Bank Słowenii wyemitował okolicznościowe monety o nominałach 3, 30 i 100 euro. Kolejne widowisko planowane jest na 2026 rok.

## Charakterystyka

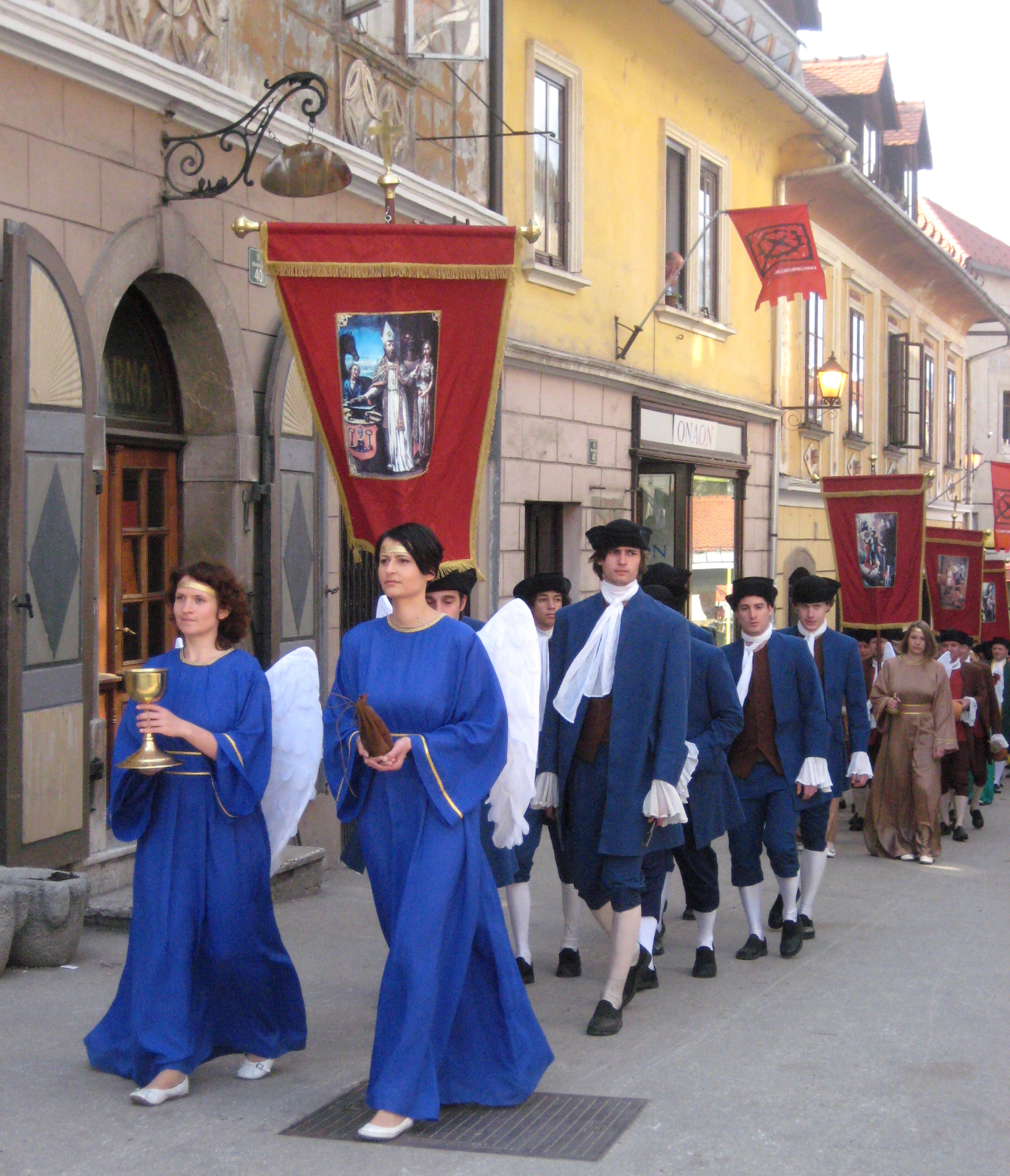
Gildie (2009)

Misterium męki Pańskiej odbywa się na ulicach i placach średniowiecznego centrum Škofjej Loki w okresie wielkiego postu i Wielkanocy. W przygotowaniach do widowiska udział biorą mieszkańcy miasta oraz okolicznych wsi. W inscenizacji uczestniczy kilkaset osób. Na przykład w 2015 roku w procesje, których od 21 marca do 12 kwietnia odbyło się łącznie osiem, zaangażowanych było 958 osób, w tym 369 kobiet i 589 mężczyzn. Aktorzy odgrywali 106 ról mówionych i 8 ról niemych. Oprócz nich wystąpiło 64 jeźdźców i 41 osób prowadzących konie, 100 dzieci Adama, 53 pustelników, 55 pokutników, 12 grenadierów, 10 dragonów, 58 przedstawicieli gildii i bractw oraz 234 chórzystów, 9 solistów, 17 muzyków, 10 doboszy, a 171 osób prowadziło platformy.
Współczesne misterium wiernie odwzorowuje XVIII-wieczny scenariusz, choć wersja spisana przez brata Romualda składała się z 13 scen: Raj, Śmierć, Ostatnia wieczerza, Samson, Krwawy pot, Biczowanie, Cierniem koronowanie, Hieronim, Ecce Homo, Chrystus na krzyżu, Matka Boża Boleściwa (lub Siedem boleści Matki Bożej), Arka Przymierza oraz Grób Pański. W 1999 roku Marjan Kokalj dokonał niewielkich cięć w niektórych scenach, tak aby zmieściły się na platformach oraz by misterium było bardziej zrozumiałe dla widzów. W wyniku tych zmian procesja z tego roku oraz każda następna składa się z 20 scen: Raj, Śmierć, Piekło, Gildie, Wjazd do Jerozolimy, Ostatnia wieczerza, Samson i krwawy pot, Judasz i sąd nad Chrystusem, Herod, Biczowanie, Cierniem koronowanie, Hieronim, Ecce Homo, Dwaj złoczyńcy, Droga krzyżowa, Ukrzyżowanie, Matka Boża Boleściwa, Arka Przymierza, Grób Pański oraz Kapela muzyczna. Sceny w trakcie procesji odgrywane są w czterech miejscach na terenie miasta, w których ustawiane są platformy dla widzów. Tekstom mówionym towarzyszy muzyka i śpiew.
Przedstawienie pasyjne w Škofjej Loce uznawane jest ważny element tożsamości mieszkańców miasta. Wiedza i umiejętności związane z tradycją przekazywane są z pokolenia na pokolenie w rodzinach biorących czynny udział w widowisku oraz wśród przygotowujących rekwizyty czy stroje rzemieślników. Misterium męki Pańskiej jest też uwzględnione w programach nauczania w miejscowych szkołach. Za finansowanie wydarzenia oraz powołanie reżysera i producenta odpowiadają władze miasta. Najważniejszą rolę odgrywają jednak współpracujący z reżyserem szefowie amatorskich grup teatralnych, cieszący się dużym poważaniem w swoich wspólnotach lokalnych.
W latach, w których procesja nie jest organizowana, w czasie wielkiego postu i Wielkanocy odbywają się Dni Misterium męki Pańskiej z koncertami, wystawami i wykładami poświęconymi tej tradycji. Od 2006 roku lokalne muzeum miejskie corocznie wydaje czasopismo „Pasijonski doneski” poświęcone tematyce pasyjnej w Škofjej Loce, w Słowenii oraz w całej Europie.

## Galeria

Sceny misterium męki Pańskiej w Škofjej Loce w 2009 roku
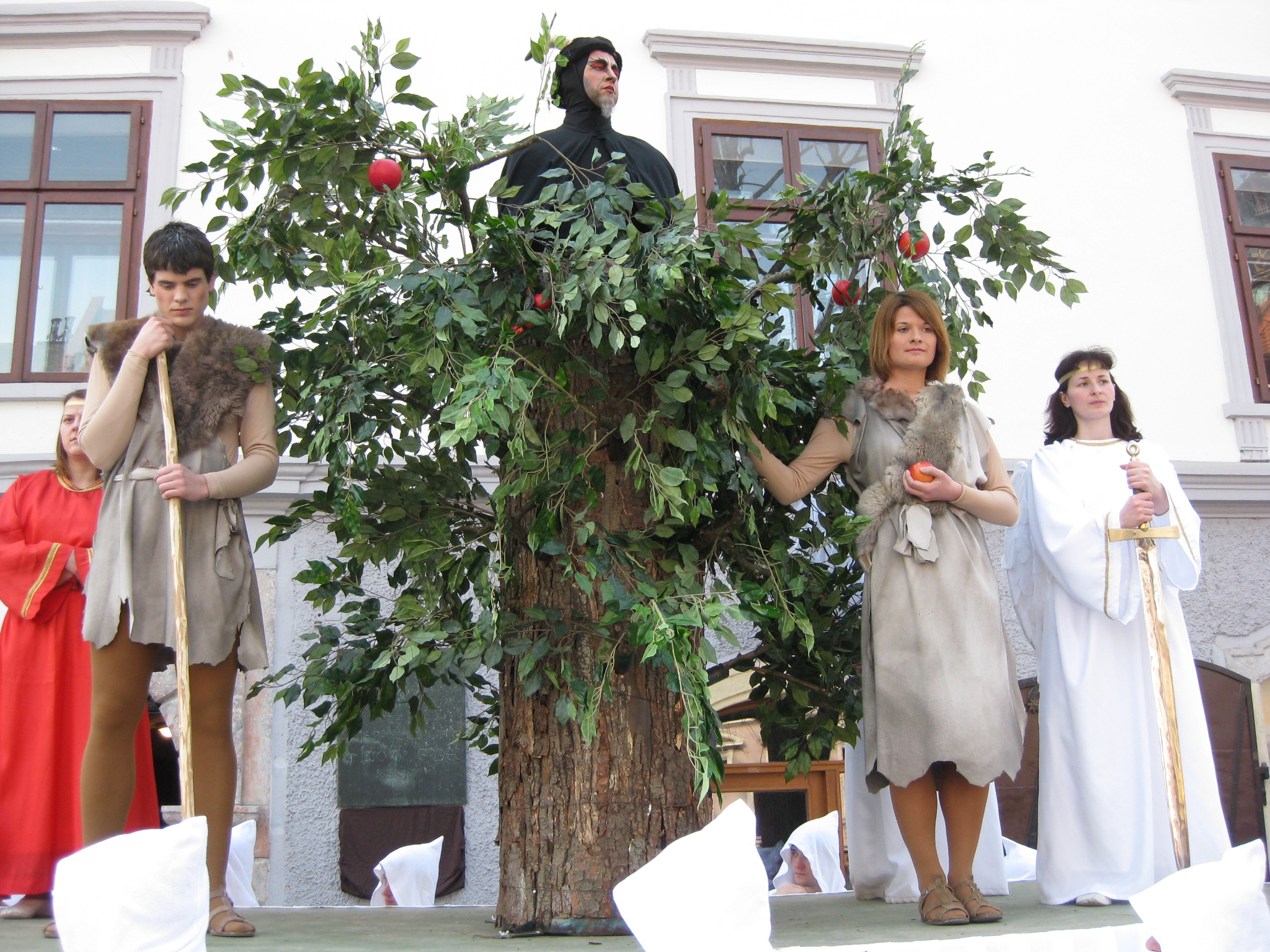
Raj
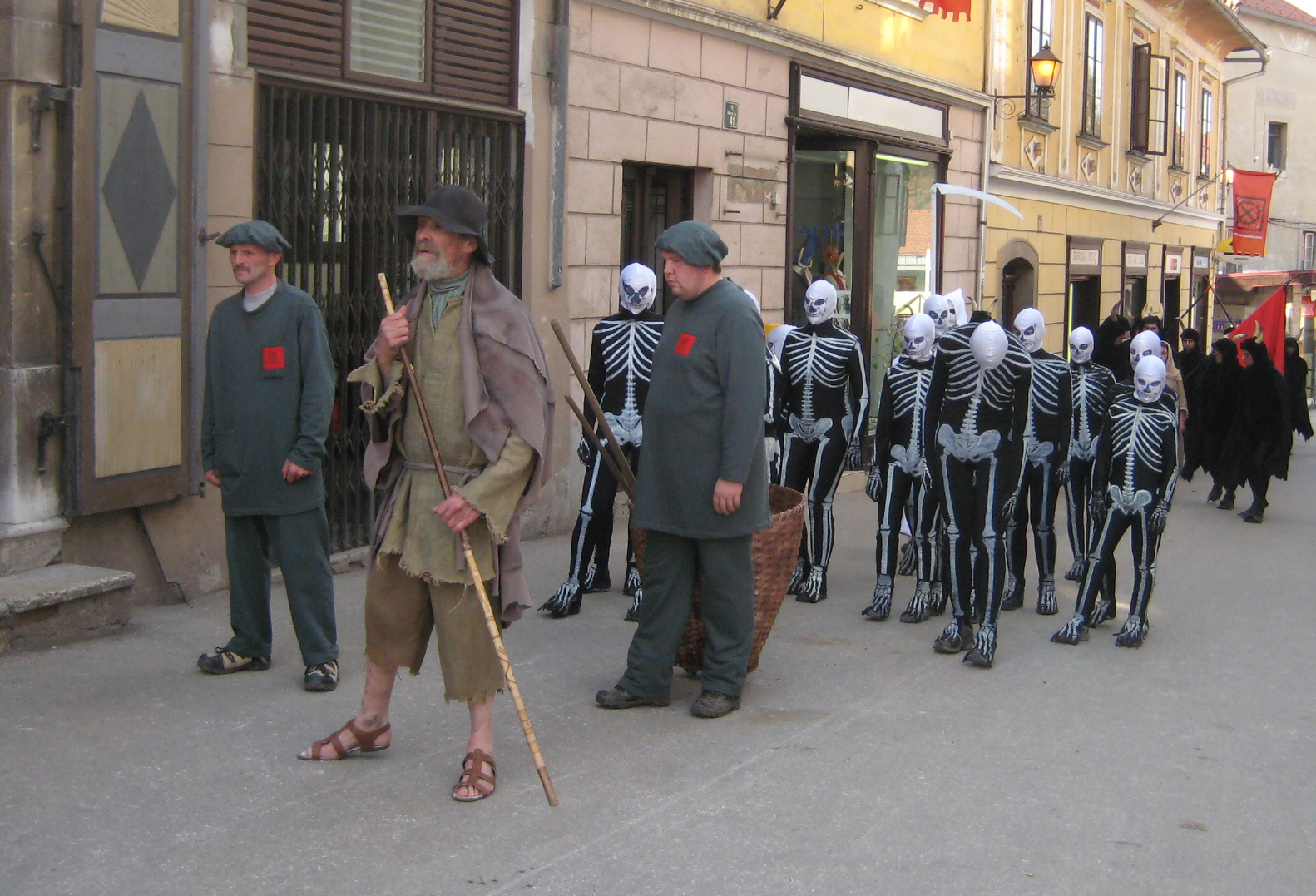
Śmierć
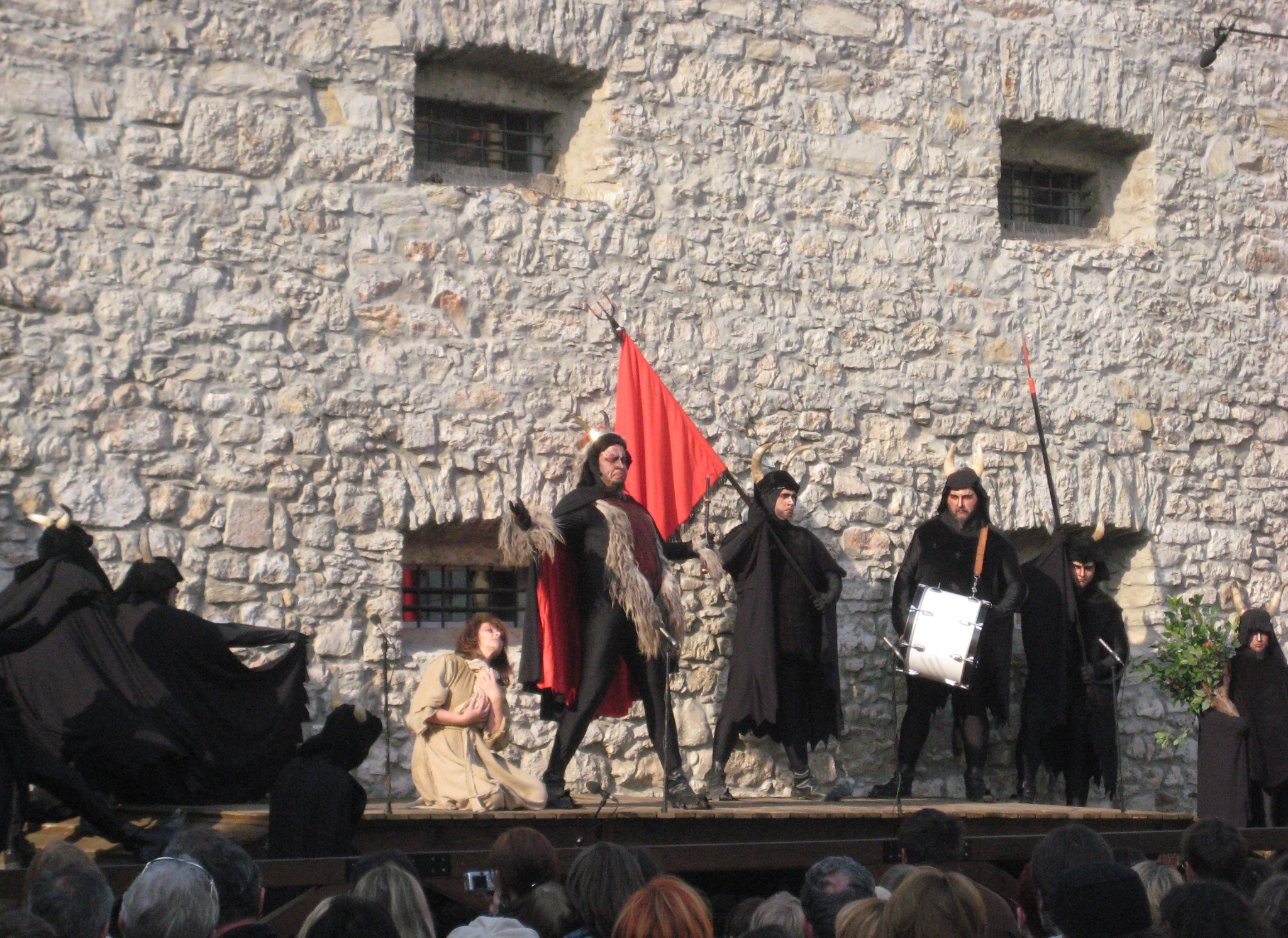
Piekło
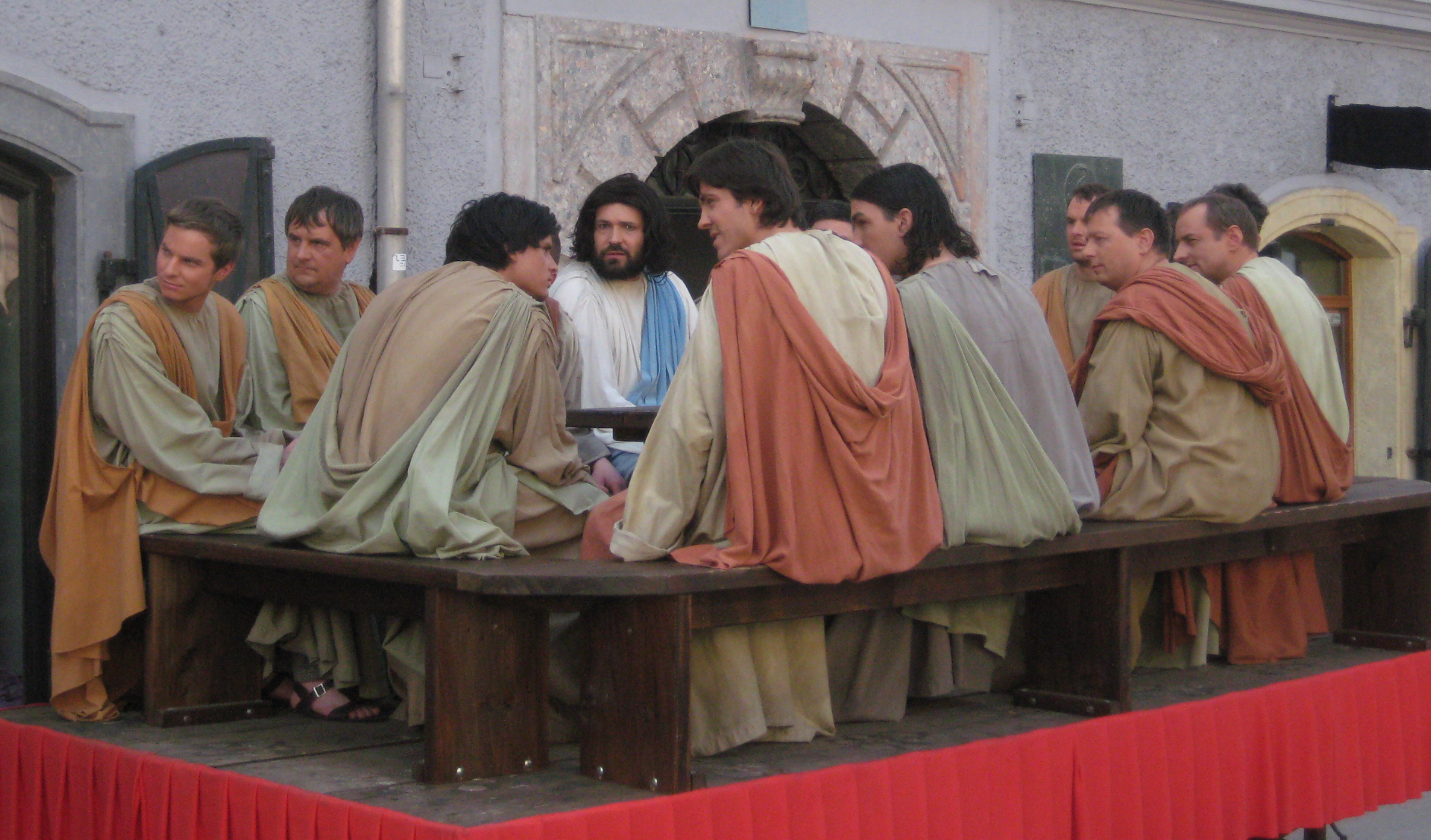
Ostatnia Wieczerza
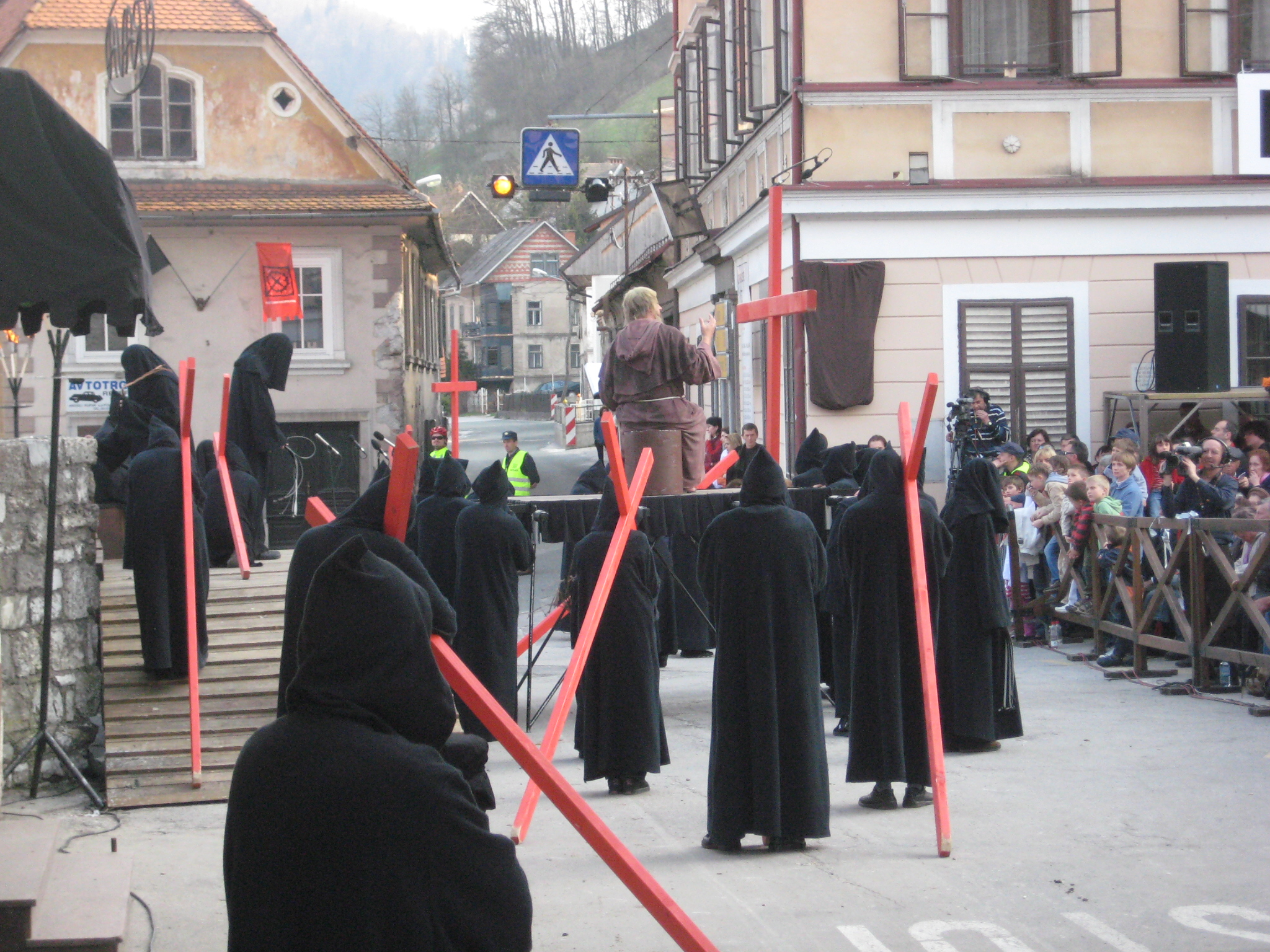
Hieronim
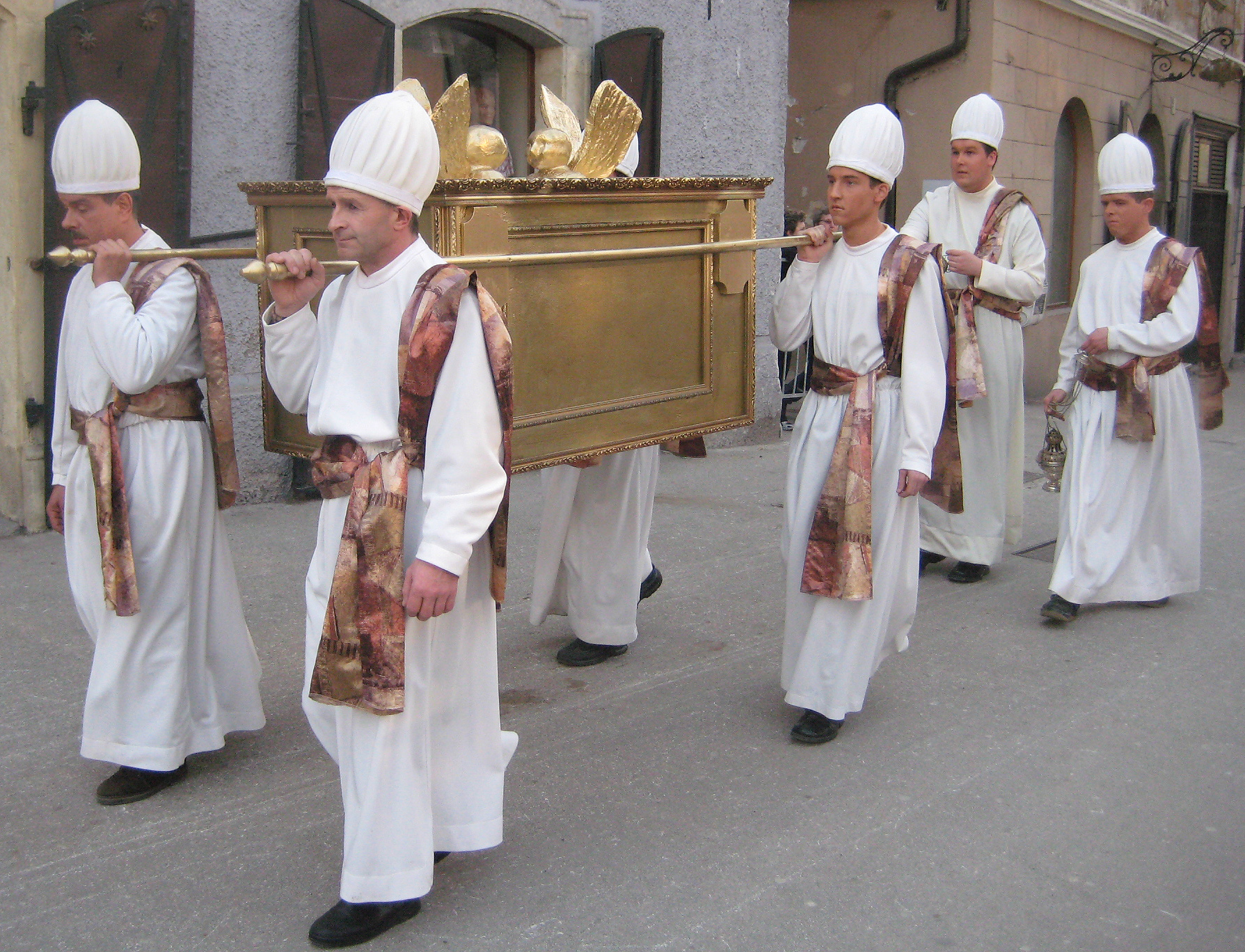
Arka Przymierza
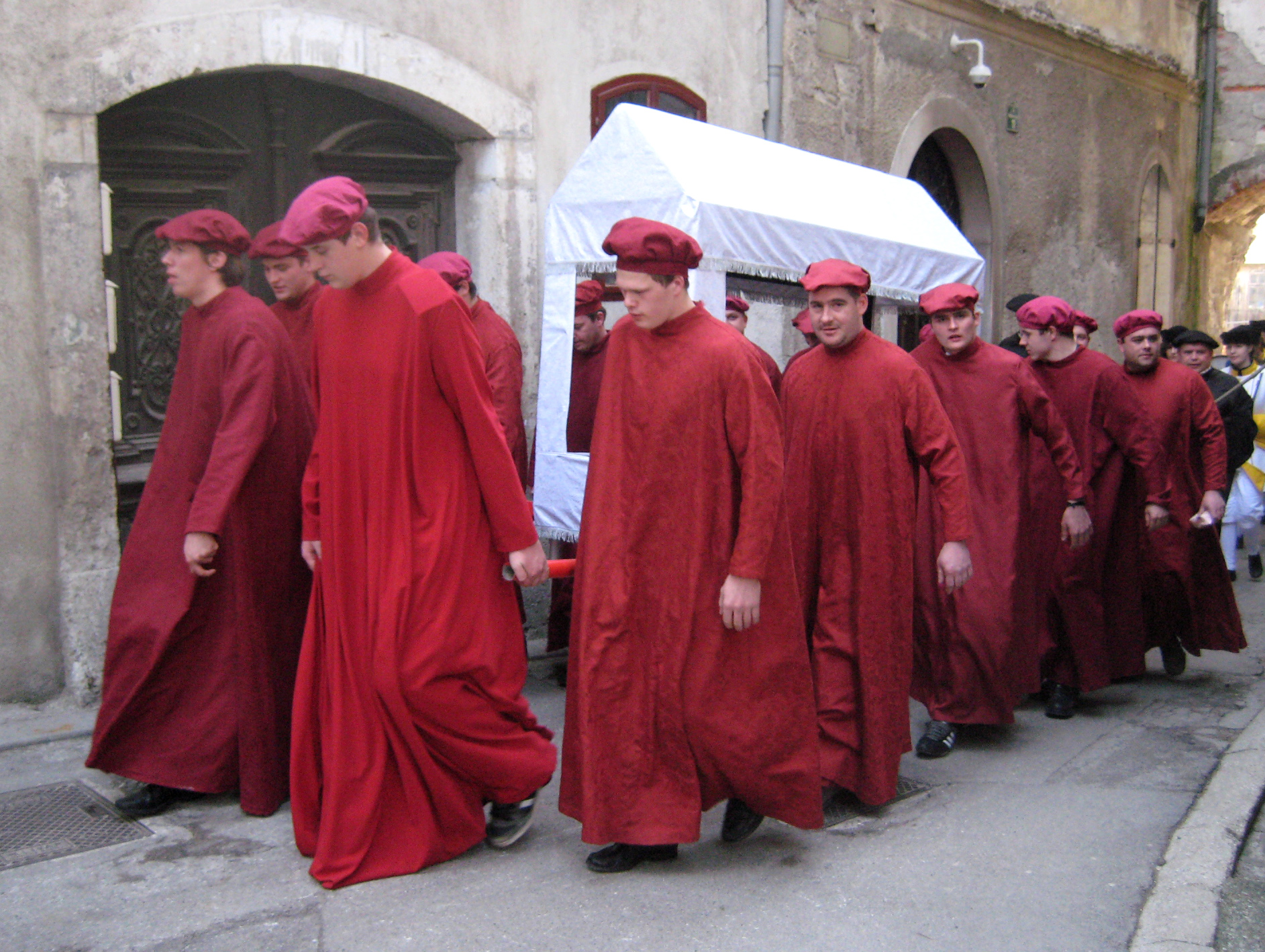
Grób Pański